# Río Carrileufú (Pucón)
El río Carrileufú también es conocido como río Caburgua. es un curso natural de agua que descarga las aguas del lago Caburgua y fluye en la Región de la Araucanía con dirección general sur hasta desembocar en el río Pucón.

## Trayecto
Recibe por su izquierda las aguas del río Liucura y entrega las suyas al río Pucón frente a Metrinlehue.: 149 

## Caudal y régimen
En la cuenca del río Pucón, desde su nacimiento en las cabeceras en la divisoria de las aguas hasta su desembocadura en el lago Villarrica incluyendo el río Liucura, se observa un régimen pluvio–nival, con sus crecidas invernales, producto de las lluvias, y en menor medida en primavera, producto de una leve influencia nival. En años lluviosos las crecidas ocurren entre mayo y julio, producto de aportes pluviales. Sin embargo, los caudales provenientes de aportes nivales, observados entre octubre y diciembre, también presentan valores de importancia. En años normales y secos la influencia pluvial sigue siendo mayor que la nival, observándose los mayores caudales entre
junio y agosto. El período de bajos niveles de agua se presenta en el trimestre dado por los meses de enero a marzo.: 54 

## Historia
Luis Risopatrón lo describe en su Diccionario Jeográfico de Chile (1924) sobre el río:: 111 
Carrileufu (Rio) 39° 15' 71° 50'. Desagua la laguna de Caburgua, corre hacia el SW i se vácia en la márjen N del rio Pucon, frente a Metrinlehue. 120, p. 56; 134; 156; i 166.